# Вербовецький Степан Петрович
Вербове́цький Степа́н Петро́вич (*1885 Велика Виска;— †1919, Черкаси) — учасник боротьби за становлення радянської влади в місті Черкаси, робітник цукроворафінадного заводу.
У 1967 році була відкрита меморіальна дошка, яка 1987 року замінена новою. На бронзовій плиті барельєфне зображення Вербовецького та рельєфний напис: «С. П. Вербовецький (1885—1919). Активний учасник боротьби за встановлення радянської влади в Черкасах 1918 року. Закатований білогвардійцями».
На честь Вербовецького в 1941 та 1943-2016 роках була названа одна з вулиць міста Черкаси.